# Strimkrokus
Strimkrokus (Crocus angustifolius) är en växt inom krokussläktet och familjen irisväxter. Arten förekommer naturligt på Krim, i södra Ukraina och Armenien. Strimkrokus finns även naturaliserad på andra håll och är en relativt vanlig prydnadsväxt i Sverige.
Arten kännetecknas av att knölarnas skal har nätlagda fibrer. Blommorna är gula och har vanligen purpurfärgade strimmor på utsidan. Vissa typer har dock helt purpurfärgad utsida.

## Synonymer
Crocus susianus Ker Gawl.